# Poggiridenti
Poggiridenti is een gemeente in de Italiaanse provincie Sondrio (regio Lombardije) en telt 1869 inwoners (31-12-2004). De oppervlakte bedraagt 2,9 km², de bevolkingsdichtheid is 904 inwoners per km².

## Demografie
Poggiridenti telt ongeveer 732 huishoudens. Het aantal inwoners steeg in de periode 1991-2001 met 9,6% volgens cijfers uit de tienjaarlijkse volkstellingen van ISTAT.
| Jaar | Inwoneraantal |
| ---- | ------------- |
| 1991 | 1649          |
| 2001 | 1807          |

## Geografie
Poggiridenti grenst aan de volgende gemeenten: Montagna in Valtellina, Piateda, Tresivio.